# ديريك سيمبسون
ديريك سيمبسون (بالإنجليزية: Derek Simpson)‏ هو نقابي بريطاني، ولد في 23 ديسمبر 1944 في شفيلد في المملكة المتحدة.